# One in a Million (альбом)
One in a Million (с англ. — «Одна на миллион») — второй студийный альбом американской певицы Алии, выпущенный 27 августа 1996 года на лейблах Blackground и Atlantic Records. Пластинка записывалась с августа 1995 по июль 1996 года. В работе над ней принимали участие Тимбалэнд, Мисси Эллиотт, Карл-Со-Лоул, Джей Диббс, Джермейн Дюпри, Кей Джи, Винсент Герберт, Родни Джеркинс, Крейг Кинг, Даррен Лайти и Дэрил Симмонс. Приглашёнными исполнителями в определённых треках выступили Мисси Эллиотт, Тимбалэнд, Treach и Slick Rick.

## История создания
После того, как дядя Алии Барри Хэнкерсон заключил договор дистрибуции с Jive Records, 12-летняя Алия подписала контракт с его лейблом Blackground Records. Хэнкерсон познакомил Алию с певцом Ар Келли, который стал руководителем, автором песен и продюсером её первого альбома Age Ain’t Nothing but a Number, записанного Алией в 14 лет. Диск в итоге разошёлся тиражом более 3 миллионов экземпляров в США, став дважды платиновым, а по всему миру было продано 6 миллионов экземпляров. В поддержку пластинки Алия отправилась в гастрольный тур по городам Европы, Японии и Южной Африки. После обвинений в незаконном браке с Келли, Алия расторгла договор с Jive Records и подписала контракт с Atlantic Records. По словам двоюродного брата Алии Джомо Хэнкерсона, певица очень сильно разозлилась из-за отношений с Ар Келли и из-за скандала вокруг их брака, и им было сложно найти продюсеров для второго альбома.
Первоначально продюсером One in a Million должен был стать Пафф Дэдди. Однако песни, которые он записал с Алией, так и не были завершены. Поскольку Пафф Дэдди так и не спродюсировал пластинку, к работе над ней присоединились Крейг Кинг и Винсент Герберт, которых попросили придумать первоначальное звучание для альбома. После записи песен с Кингом и Гербертом, Алия отправилась в Атланту, чтобы поработать с Карл-Со-Лоул и Джермейном Дюпри. С Лоул и Дюпри певица работала над песнями в Атланте около трёх-четырёх дней; она хотела записать чуть более «простые» и в то же время «очень хорошие» треки для будущей пластинки.
В разгар перехода на новый лейбл Алия была обеспокоена новыми изменениями. One in a Million был призван возродить фан-базу Алии и повысить к певице интерес. Над диском работала большая команда продюсеров, в отличие от дебютного альбома Алии, который спродюсировал только Ар Келли. С выпуском One in a Million образ Алии стал более сексуальным. В 1997 году в MTV News отметили, что в клипе на заглавную песню пластинки Алия стала «взрослой и чувственной».

## Список композиций
| №                   | Название                                                      | Автор(ы)                         | Продюсер (-ы)               | Длительность |
| ------------------- | ------------------------------------------------------------- | -------------------------------- | --------------------------- | ------------ |
| 1.                  | «Beats 4 da Streets (Intro)» (при участии Мисси Эллиотт)      | Мисси Эллиотт, Тимбалэнд         | Тимбалэнд                   | 2:10         |
| 2.                  | «Hot Like Fire»                                               | Эллиотт, Тимбалэнд               | Тимбалэнд                   | 4:23         |
| 3.                  | «One in a Million»                                            | Эллиотт, Тимбалэнд               | Тимбалэнд                   | 4:30         |
| 4.                  | «A Girl Like You» (при участии Treach)                        | Кей Джи, Даррен Лайти            | Кей Джи, Лайти              | 4:23         |
| 5.                  | «If Your Girl Only Knew»                                      | Эллиотт, Тимбалэнд               | Тимбалэнд                   | 4:50         |
| 6.                  | «Choosey Lover (Old School/New School)»                       | The Isley Brothers, Крис Джаспер | Винсент Герберт, Рашад Смит | 7:07         |
| 7.                  | «Got to Give It Up» (при участии Slick Rick)                  | Марвин Гэй                       | Герберт, Крейг Кинг         | 4:41         |
| 8.                  | «4 Page Letter»                                               | Эллиотт, Тимбалэнд               | Тимбалэнд                   | 4:52         |
| 9.                  | «Everything's Gonna Be Alright»                               | Родни Джеркинс, Яфе Техеда       | Джеркинс                    | 4:50         |
| 10.                 | «Giving You More»                                             | Джей Диббс                       | Джей Диббс                  | 4:26         |
| 11.                 | «I Gotcha Back»                                               | Джермейн Дюпри, Карл-Со-Лоул     | Дюпри, Карл-Со-Лоул         | 2:54         |
| 12.                 | «Never Givin' Up» (при участии Тавариуса Полка)               | Моника Бэлл, Кинг                | Герберт, Кинг               | 5:11         |
| 13.                 | «Heartbroken»                                                 | Эллиотт, Тимбалэнд               | Тимбалэнд                   | 4:17         |
| 14.                 | «Never Comin' Back»                                           | Эллиотт, Тимбалэнд               | Тимбалэнд                   | 4:06         |
| 15.                 | «Ladies in da House» (при участии Мисси Эллиотт и Тимбалэнда) | Эллиотт, Тимбалэнд               | Тимбалэнд                   | 4:20         |
| 16.                 | «The One I Gave My Heart To»                                  | Дайан Уоррен                     | Дэрил Симмонс               | 4:30         |
| 17.                 | «Came to Give Love (Outro)» (при участии Тимбалэнда)          |                                  | Тимбалэнда                  | 1:40         |
| Общая длительность: | Общая длительность:                                           | Общая длительность:              | Общая длительность:         | 73:18        |

| №   | Название        | Автор(ы)                  | Продюсер (-ы)          | Длительность |
| --- | --------------- | ------------------------- | ---------------------- | ------------ |
| 18. | «No Days Go By» | Кинг, Реджи Баррелл, Алия | Герберт, Баррелл, Кинг | 4:41         |

| №   | Название    | Автор(ы)     | Продюсер (-ы)                            | Длительность |
| --- | ----------- | ------------ | ---------------------------------------- | ------------ |
| 18. | «Come Over» | Джонта Остин | Брайан-Майкл Кокс, Кевин Хикс, Jazze Pha | 3:55         |

## Чарты
| Чарт (1996—1997)                       | Высшая позиция |
| -------------------------------------- | -------------- |
| Австралия (ARIA)                       | 93             |
| Канада (RPM Top Albums/CDs)            | 33             |
| Нидерланды (Album Top 100)             | 62             |
| Япония (Oricon)                        | 36             |
| Швеция (Sverigetopplistan)             | 41             |
| Великобритания (UK Albums Chart)       | 33             |
| Великобритания (UK R&B Albums Chart)   | 3              |
| США (Billboard 200)                    | 18             |
| США (Billboard Top R&B/Hip-Hop Albums) | 2              |
| США (Billboard Top Catalog Albums)     | 1              |

| Чарт (1996)                  | Позиция |
| ---------------------------- | ------- |
| США (Top R&B/Hip-Hop Albums) | 60      |
| Чарт (1997)                  | Позиция |
| США (Billboard 200)          | 44      |
| США (Top R&B/Hip-Hop Albums) | 10      |